# 最大酸素摂取量
最大酸素摂取量（さいだいさんそせっしゅりょう、英: VO2 max, maximal oxygen consumption）とは、漸増運動で測定された酸素消費の最大量のこと。通常は、モーター付のトレッドミルで計測される。最大酸素摂取量は有酸素運動能力を反映し、長時間の最大限下の運動持久力を決める重要な要素である。名称は V = 量（volume）、O2 = 酸素、max = 最大限（maximum）に由来する。
最大酸素摂取量は単位として、毎分リットルなどの絶対量、もしくは、mL/(kg・分)などの体重に対する相対量を使用する。後者の単位は、持久力競技のアスリートの能力を比較するのによく使われる。しかしながら、最大酸素摂取量は一般的に、種内であるいは動物種間においても体重に対して線形に変化するものではなく、それ故、体の大きさが異なる場合に比較する場合は共分散分析などの適切な統計処理を行うべきである。

## 最大酸素摂取量の計測

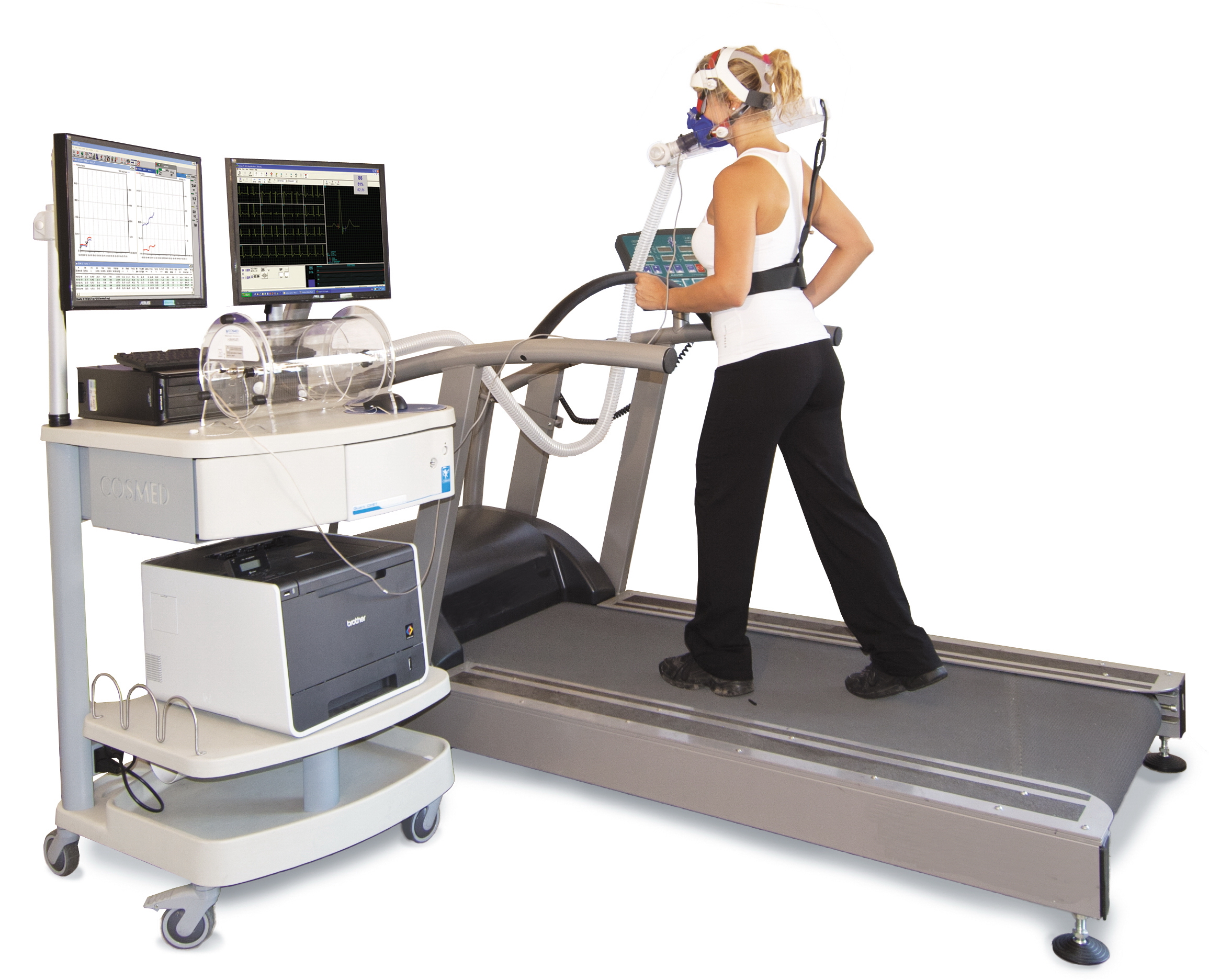
トレッドミルを使用した最大酸素摂取量の計測

正確に最大酸素摂取量を計測するには有酸素エネルギー系に十分な負荷をかける必要がある。一般的な体力測定において、トレッドミルや自転車エルゴメータを使用して、段階的に負荷を上げていき、呼吸量・酸素・二酸化炭素の量を計測する。負荷を上げていっても、酸素消費量が変化しなくなったときが、最大酸素摂取量である。

### Fick 方程式
最大酸素摂取量は Fick 方程式により定義される。
{\displaystyle \mathrm {VO_{2}\;max} =Q\times \ (\mathrm {C_{a}O_{2}} -\mathrm {C_{v}O_{2}} )}
上記式において、Q は心拍出量、CaO2 は動脈酸素含有量、CvO2 は静脈酸素含有量で、それぞれ、最大限負荷をかけたときの値。(CaO2 – CvO2) は動静脈血酸素較差とも呼ばれる。

## 最大酸素摂取量の推定
最大酸素摂取量を定義通り計測するのは対象者が健康でなく、呼吸器系や循環器系に問題を抱えていた場合にそれを悪化させてしまう危険をはらんでいる。それ故、最大酸素摂取量を推定する様々な方法が考案された。

### Uth–Sørensen–Overgaard–Pedersen 推定
最大心拍数と安静時心拍数から推定する方程式がデンマークの研究者グループにより作られた。
{\displaystyle \mathrm {VO_{2}\;max} ={15{{\mbox{HR}}_{max} \over {\mbox{HR}}_{rest}}}}
この方程式は最大心拍数(HRmax)と安静時心拍数(HRrest)を使用し、最大酸素摂取量の単位は mL/(kg・分)。

### クーパーテスト
ケネス・クーパーが1960年代後半にアメリカ空軍にて研究を行った。この研究による成果の一つがクーパーテストで、12分間走の走行距離から推測する方法である。
{\displaystyle \mathrm {VO_{2}\;max} ={d_{12}-505 \over 45}}
d12 は12分間走の走行距離（単位はメートル）で、最大酸素摂取量の単位は mL/(kg・分)。

### 20メートルシャトルラン
20メートルシャトルランでも計測できる。これは Leger と Lambert の論文 "A Maximal Multi-Stage 20-m Shuttle Run Test to predict VO2 Max" にて発表された。

## 参照
1. 1 2  Clemente, C. J., P. C. Withers, and G. G. Thompson. 2009. Metabolic rate and endurance capacity in Australian varanid lizards (Squamata; Varanidae; Varanus). Biological Journal of the Linnean Society 97:664-676.
2. 1 2  Dlugosz, E. M., M. A. Chappell, T. H. Meek, P. Szafrañska, K. Zub, M. Konarzewski, J. H. Jones, J. E. P. W. Bicudo, V. Careau, and T. Garland, Jr. 2013. Phylogenetic analysis of mammalian maximal oxygen consumption during exercise. Journal of Experimental Biology 216:4712-4721.
3. ↑  “Arteriovenous oxygen difference”. Sports Medicine, Sports Science and Kinesiology.   Net Industries and its Licensors (2011年). 2011年6月12日時点のオリジナルよりアーカイブ。2011年4月30日閲覧。
4. ↑  Uth, Niels; Henrik Sørensen, Kristian Overgaard, Preben K. Pedersen (2004年1月). “Estimation of VO2max from the ratio between HRmax and HRrest--the Heart Rate Ratio Method”.   Eur J Appl Physiol. 2004 Jan;91(1):111-5. 2009年11月3日閲覧。
5. ↑  新体力テスト実施要項：文部科学省 の 20ｍシャトルラン(往復持久走)　最大酸素摂取量推定表